# Monjas a la carrera
Monjas a la carrera (título original: Nuns on the Run) es una comedia cinematográfica de 1990 que fue dirigida por Jonathan Lynn y protagonizada por Eric Idle, Robbie Coltrane y Camille Coduri.

## Argumento
Brian Hope y Charlie McManus son dos pequeños criminales en Londres que trabajan para un gánster muy peligroso llamado Casey. Están pensando en dejarlo por ello, algo muy peligroso, porque quien lo deja acaba siendo asesinado por él. Un día se entera de ello y quiere por ello eliminarlos una vez que hayan hecho con otros de su organización un último robo contra las Tríadas. Sin embargo ambos se enteran de sus planes y deciden entonces quedarse con el botín y darse a la fuga a Brasil.
Sin embargo algo falla y se ven obligados a refugiarse en un convento cercano que tiene deudas. La única manera que tienen ahora de escapar de todos sus perseguidores, Casey, las Tríadas y la policía, será hacerse pasar por monjas en un convento que tutelan a las chicas que hay allí, algo no fácil por ser ellos hombres que se pasan por mujeres. 
Mientrastanto Brian se ha enamorado de una chica, Faith, que también se ha enamorado de él y le busca por ello. Finalmente le explica todo a ella y ella accede a ir con él a Brasil. Una vez arreglado todo, ellos dejan el parte del dinero con las monjas para que puedan pagar sus deudas en penitencia por haberse escondido entre ellas y porque es lo decente, un dinero que ellas, cuando se enteran de todo, aceptan, dándoles suerte en su huida. 
Después se van al aeropuerto. Por el camino Casey casi los coge y los mata, pero la policía lo coge con su pistola en un lugar sin permiso y es arrestado por ello, mientras que las Tríadas acaban siempre mal paradas en sus intentos de cogerlos al igual que los cómplices de Casey.
Finalmente ellos llegan al aeropuerto, pero como los busca la policía en ese sitio, ellos tienen que pasarse luego como sirvientas de avión en el vuelo hacia Brasil estando también sirviendo como tapadera a Faith, que va en el mismo avión con ellos, la última vez que tendrán que pasarse de mujeres antes de finalmente llegar allí y estar a salvo de todos.

## Reparto
| Actor            | Papel                            |
| ---------------- | -------------------------------- |
| Eric Idle        | Brian Hope                       |
| Robbie Coltrane  | Charlie McManus                  |
| Camille Coduri   | Faith                            |
| Janet Suzman     | Hermana Superior                 |
| Doris Hare       | Hermana Mary del Corazón Sagrado |
| Lila Kaye        | Hermana Mary de la Anunciación   |
| Robert Patterson | Casey                            |

## Producción
La película se rodó en 39 diferentes lugares en Londres.

## Recepción
La película tuvo en su estreno éxito en la taquilla.
En el presente, la producción cinematográfica ha sido valorada en portales cinematográficos. En IMDb, por ejemplo, con aproximadamente 8700 votos registrados, la película obtiene una media ponderada de 6,0 sobre 10. En cuanto a Rotten Tomatoes, los más de 5000 votos registrados allí le dieron una valoración media de 3,4 de 5, mientras que los 26 críticos profesionales registrados en ese portal le dieron una valoración media de 4,6 de 10. También cabe destacar, que en La Vanguardia el 58 % de los usuarios registrados en ese periódico le dan una valoración positiva.